# Valentine (Texas)
Valentine es un pueblo ubicado en el condado de Jeff Davis en el estado estadounidense de Texas. En el Censo de 2010 tenía una población de 134 habitantes y una densidad poblacional de 106,46 personas por km².

## Geografía
Valentine se encuentra ubicado en las coordenadas 30°35′19″N 104°29′43″O / 30.58861, -104.49528. Según la Oficina del Censo de los Estados Unidos, Valentine tiene una superficie total de 1.26 km², de la cual 1.26 km² corresponden a tierra firme y (0%) 0 km² es agua.

## Demografía
Según el censo de 2010, había 134 personas residiendo en Valentine. La densidad de población era de 106,46 hab./km². De los 134 habitantes, Valentine estaba compuesto por el 85.07% blancos, el 0% eran afroamericanos, el 2.24% eran amerindios, el 0% eran asiáticos, el 0% eran isleños del Pacífico, el 11.19% eran de otras razas y el 1.49% pertenecían a dos o más razas. Del total de la población el 58.21% eran hispanos o latinos de cualquier raza.